# Kungälv
Kungälv er en by i Kungälvs kommun, Västra Götaland i Bohuslän. Det er Bohusläns sydligste by, grundlagt i 1612 som erstatning for 1100-talsbyen Konungahelle, senere Konghelle, som lå længere mod vest, måske hvor Ytterby ligger i dag. Kungälv er hovedbyen i Kungälvs kommune. Byen ligger ved Nordre älv hvor denne skiller sig fra Göta älv, og den deles af E6.
Kommunen har 38.257 indbyggere og et areal på 364 km². Byen har 21.100 indbyggere og er i dag en del af storbysområdet Stor-Göteborg. 
Konghelle/Kungälv, der indtil 1658 var norsk, blev flyttet af kong Christian 4. til Bagaholmen, nu Fästningsholmen ved Bohus fæstning. Siden har den ekspanderet vestover langs Västra gatan, som er kendt for sin godt bevarede småbybebyggelse. Byens moderne centrum kaldes i folkemunde Västra tullen, da det oprindelig lå ved bygrænsen mod vest. Byen har fortsat sin ekspansion vestover og er vokset sammen med stationsbyen Ytterby, som ligger ved Bohusbanan.
Omkring 1900 blev Kungälv styrket som centrum for de omkringliggende landkommuner med lenssygehus og gymnasium. Fra 1970'erne aftog Kungälvs rolle som skolecenter for nabokommunene.
Kungälvs industriepoke begyndte 1875 med et glasværk, som blev nedlagt i 1956. Göteborgs kexfabrik blev etableret i Kungälv 1888. Mellem 1909 og 1982 lavede ABC-fabrikerna (AB Bröderna Claesson) sportsutstyr, blandt andet skøjter.

## Historie
Konghelle var en af Norges vigtigste byer i middelalderen, sandsynligvis grundlagt i 1080. Islandske sagaskrivere i 1300-tallet regnede byen som købstad allerede i 900-tallet. Kong Sigurd Jorsalfar gjorde byen til residensstad da han vendte hjem i år 1111, en rolle byen havde indtil slutningen af 1150'erne. Byen lå 3 km vest for dagens by Kungälv i Bohuslän. I 1135 blev byen angrebet og brændt ned af venderne. Byen blev genopbygget og blev stående helt frem til svenskerne brændte den i 1612. Kong Christian 4. besluttede da, på grund af svenskernes stadige hærgen, at flytte byen nærmere Bohus fæstning til stedet, hvor den nuværende byen Kungälv ligger.
Udtalen af bynavnet lokalt er Kongell, en udtale som også svarer til skrivemåden i 1600-tallet. Efter flytningen i 1612 blev bynavnet oftest skrevet Kongelf, sandsynligvis fordi oprindelsen til navnet var glemt, og fordi udtalen gjorde at man misopfattede det som afledt af elven. Den nuværende skrivemåde blev taget i brug efter at Bohuslen blev afstået til Sverige i 1658.